# Janetiella asplenifolia
Janetiella asplenifolia är en tvåvingeart som först beskrevs av Ephraim Porter Felt 1907.  Janetiella asplenifolia ingår i släktet Janetiella och familjen gallmyggor. Inga underarter finns listade i Catalogue of Life.